# Parmenisc de Metapontum
Parmenisc de Metapontum (en llatí Parmeniscus, en grec antic Παρμενίσκος) fou un filòsof pitagòric grec nadiu de Metapontum que va viure segurament cap a la meitat del segle V aC.
Iàmblic l'anomena Παρμίσκος (Parmiskos) i el situa entre els més famosos filòsofs pitagòrics. Ateneu de Naucratis parla d'un Parmenisc que va escriure una carta en la qual descrivia un banquet entre filòsofs cínics. Un incident de la seva vida relacionat amb l'Oracle de Trofoni diu que era ric i de bona família. L'esmenta també Diògenes Laerci.